# 普里亚马亚巴尔卡农村居民点
普里亚马亚巴尔卡农村居民点（俄语：Прямобалкинское сельское поселение）是俄罗斯联邦伏尔加格勒州杜博夫卡区所属的一个农村居民点。其下辖有1个居民点，行政中心为普里亚马亚巴尔卡。据2016年统计，该农村居民点的人口为615人。